# Blixen (cràter)
Blixen és un cràter d'impacte en el planeta Venus de 20,8 km de diàmetre. Porta el nom de Karen Blixen (1885-1962), escriptora danesa, i el seu nom va ser aprovat per la Unió Astronòmica Internacional el 1991.